# Agriculture aux Pays-Bas

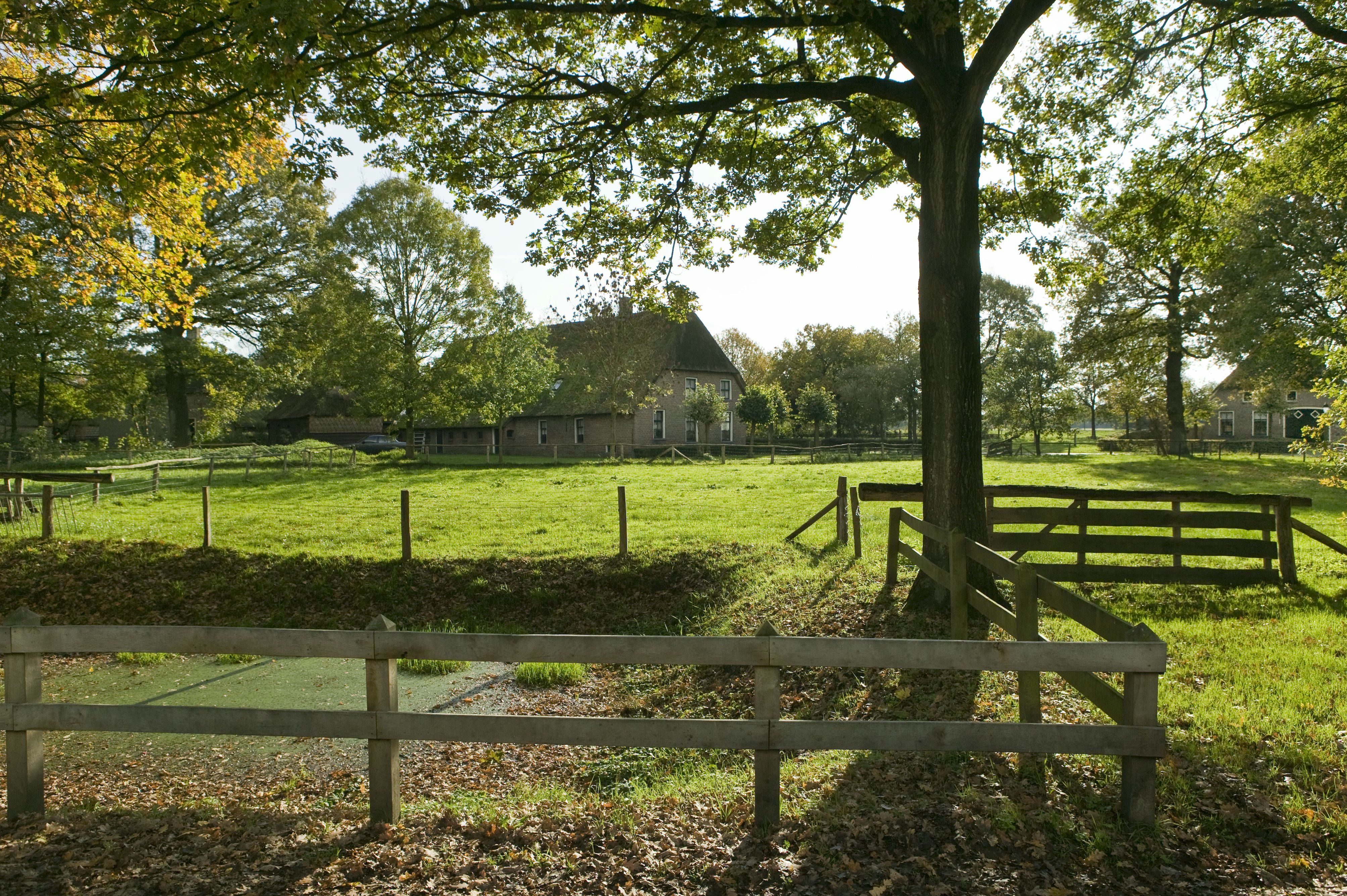
Une ferme néerlandaise typique.

L'agriculture aux Pays-Bas est très mécanisée et emploie à peine 4 % de la population active. La grande activité de l'agriculture néerlandaise reste l'élevage qui occupe près de la moitié des exploitations. En nombre d'exploitations, l'horticulture et le maraîchage occupent le deuxième rang. 

## Histoire

### Tulipomanie
Le pays a connu l'une des premières bulles spéculatives au monde : la tulipomanie.

### du XVIIe siècle au XIXe siècle

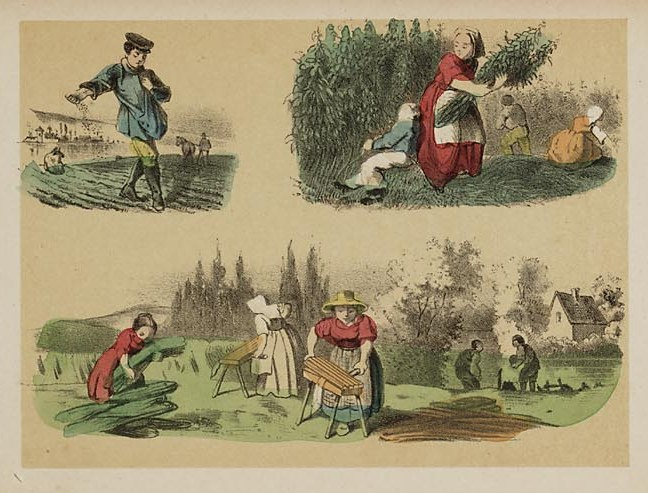
Représentation des différentes activités agricoles, 1873.

### XXesiècle

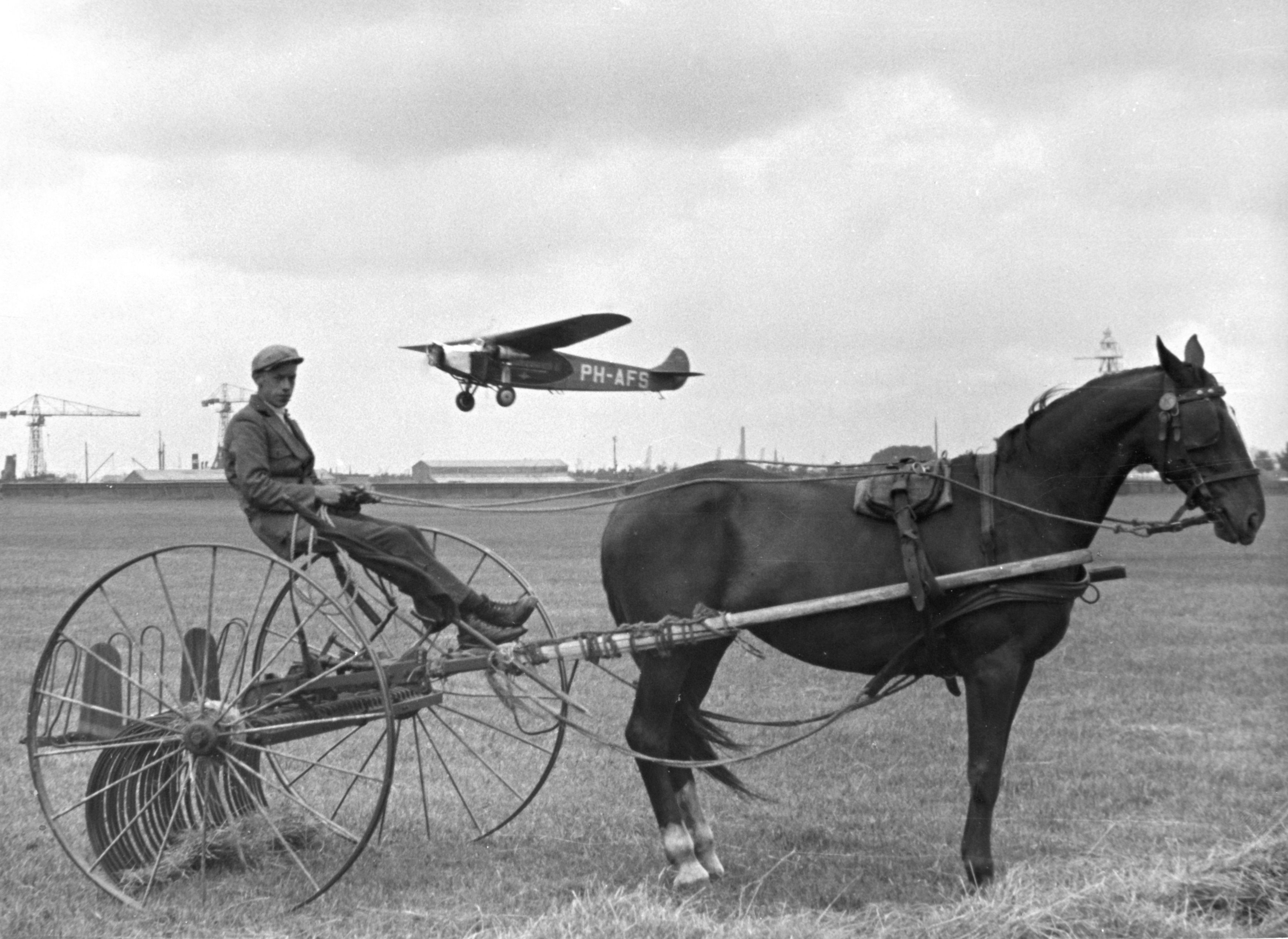
ratelage d'un champ près de l'aéroport de Waalhaven en 1934. Nationaal Archie.

Les Pays-Bas sont le dernier pays d'Europe occidentale à avoir connu la famine, en 1944-1945.

Professeur et étudiants examinant différentes maladies de plantes à l'université de Wageningen, vers 1948-1955. NARA.

Les Pays-Bas bénéficient du plan Marshall, notamment sous la forme de réception d'insecticides américains.

Agriculture des Pays-Bas dans les années 1960. Nationaal Archief
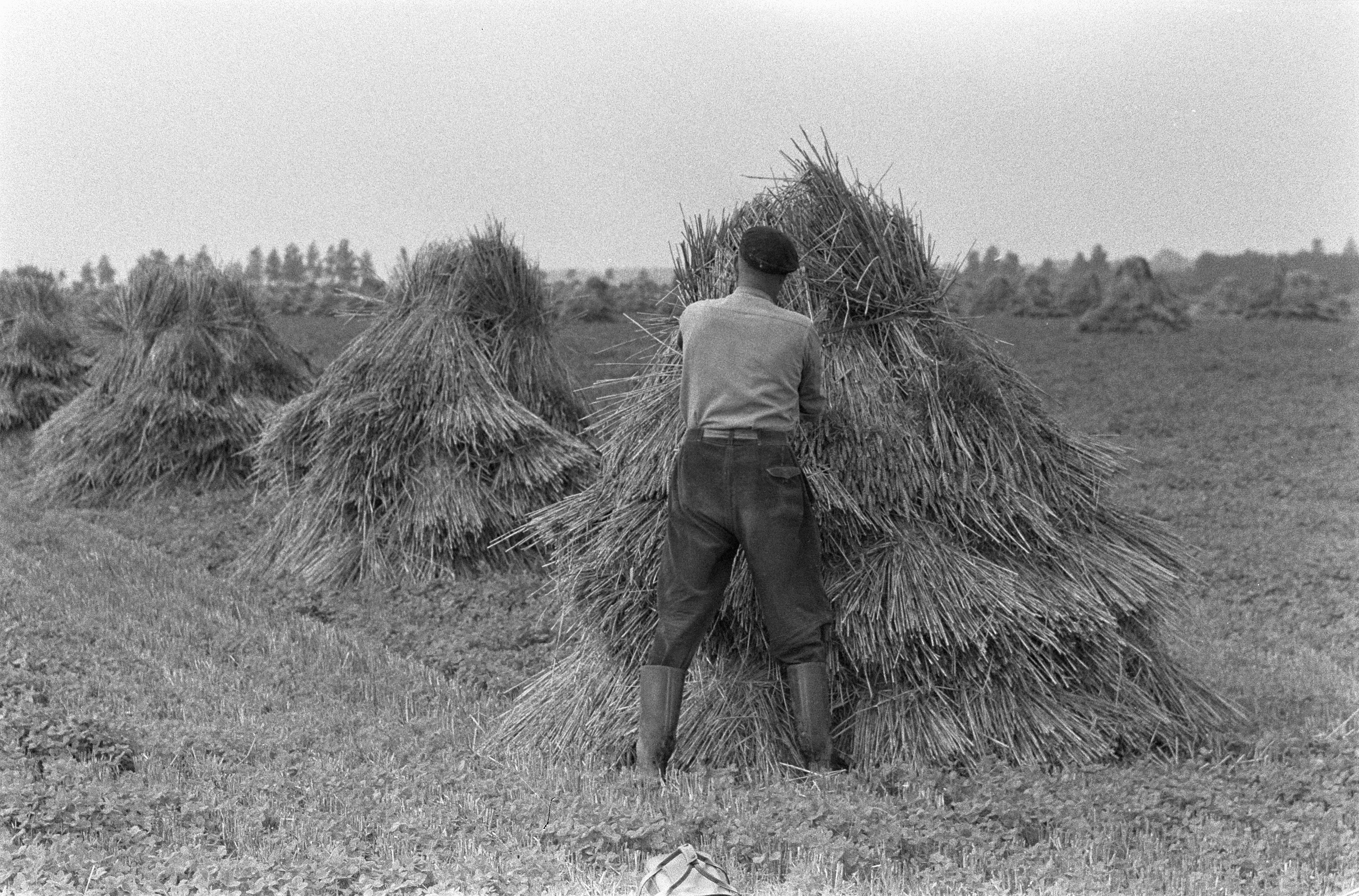
Récolte des céréales
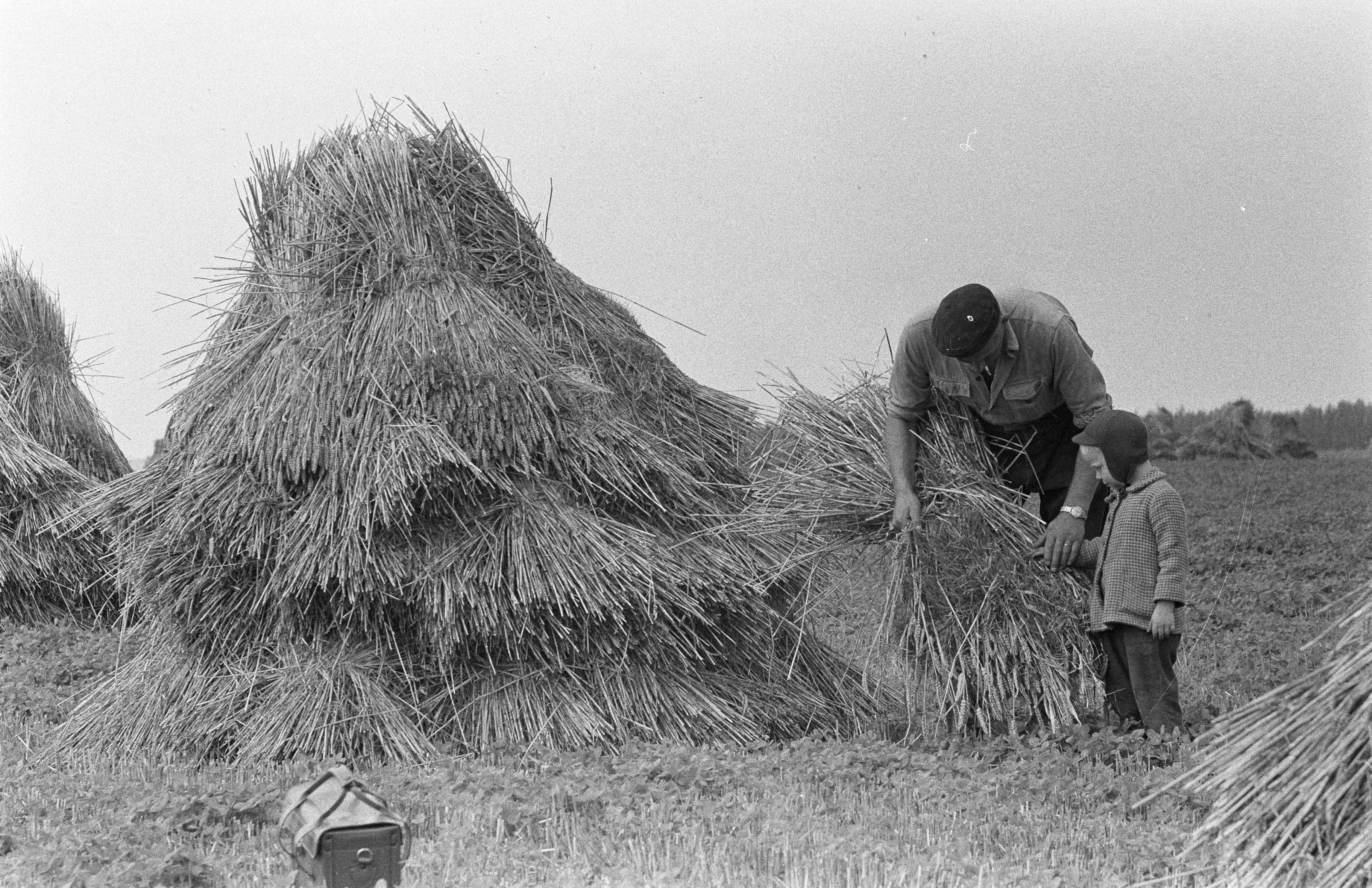
Récolte des céréales

### XXIesiècle
Les Pays-Bas s'engagent au début du XXIe siècle dans une politique d'augmentation de production et de productivité, résumée par le mot d'ordre « deux fois plus de nourriture avec deux fois moins de ressources »

## Environnement

### Géographie
L'agriculture occupe la moitié des terres des Pays-Bas, soit une superficie d'environ 20 000 km2. 93 km2 sont occupés par des serres.

### Consommation de ressources
L'agriculture des Pays-Bas est particulièrement efficace quant à sa consommation en eau. Produire un kg de tomates consomme 9,5 litres d'eau en moyenne aux Pays-Bas, pour une moyenne mondiale de 214 litres.

## Économie

### Rendements

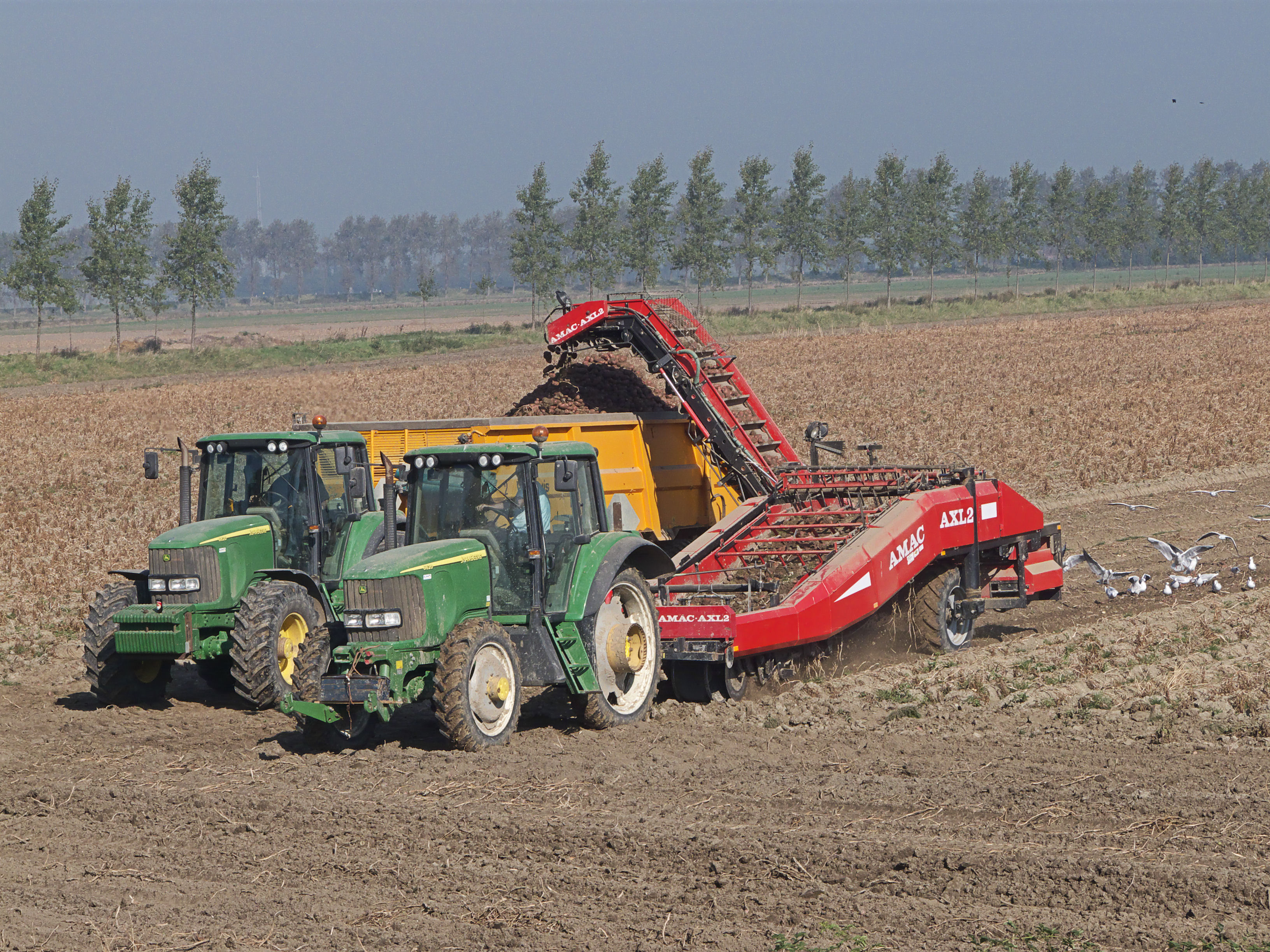
Récolte des pommes de terre à l'aide de deux tracteurs John Deere 6620 à Kortgene, 1er octobre 2011.

Les Pays-Bas ont une agriculture particulièrement productive : ils sont les premiers mondiaux pour les tomates (50 562 tonnes par km2), les piments et poivrons verts (28 333 tonnes par km2) et les concombres (73 579 tonnes par km2), cinquième pour les carottes (6 005 tonnes par km2) et sixième pour les pommes de terre (4 566 tonnes par km2) et les oignons (4 566 tonnes par km2).

### Groupes industriels et marques
L'entreprise de distribution et de production agroalimentaire néerlandaise Unilever, quatrième mondiale dans son domaine d'activités, s'occupe souvent du transport et de l'emballage des produits exportés depuis les Pays-Bas. Elle possède également de nombreuses marques à travers le monde : Lipton, Knorr, Ben & Jerry's, Magnum entre autres.

### Commerce extérieur
Les Pays-Bas sont le deuxième pays exportateur de produits agricoles du monde, et le cinquième en prenant en compte tous les produits échangés.

### R&D agronomique
Les Pays-Bas sont le pays de la Food Valley, la version agrotechnique de la Silicon Valley, un réseau de start-up organisé autour de l'université de Wageningen.

## Représentations culturelles
Les tulipes, mais plus généralement les fleurs, restent un symbole des Pays-Bas, qui en sont le premier exportateur au monde. Cependant, la plupart des fermes néerlandaises élèvent des vaches, les noires et blanches étant elles aussi un emblème du pays.

### Van Gogh
Le peintre Vincent van Gogh a peint de nombreuses représentations de l'agriculture des Pays-Bas dans les années 1870 et 1880.

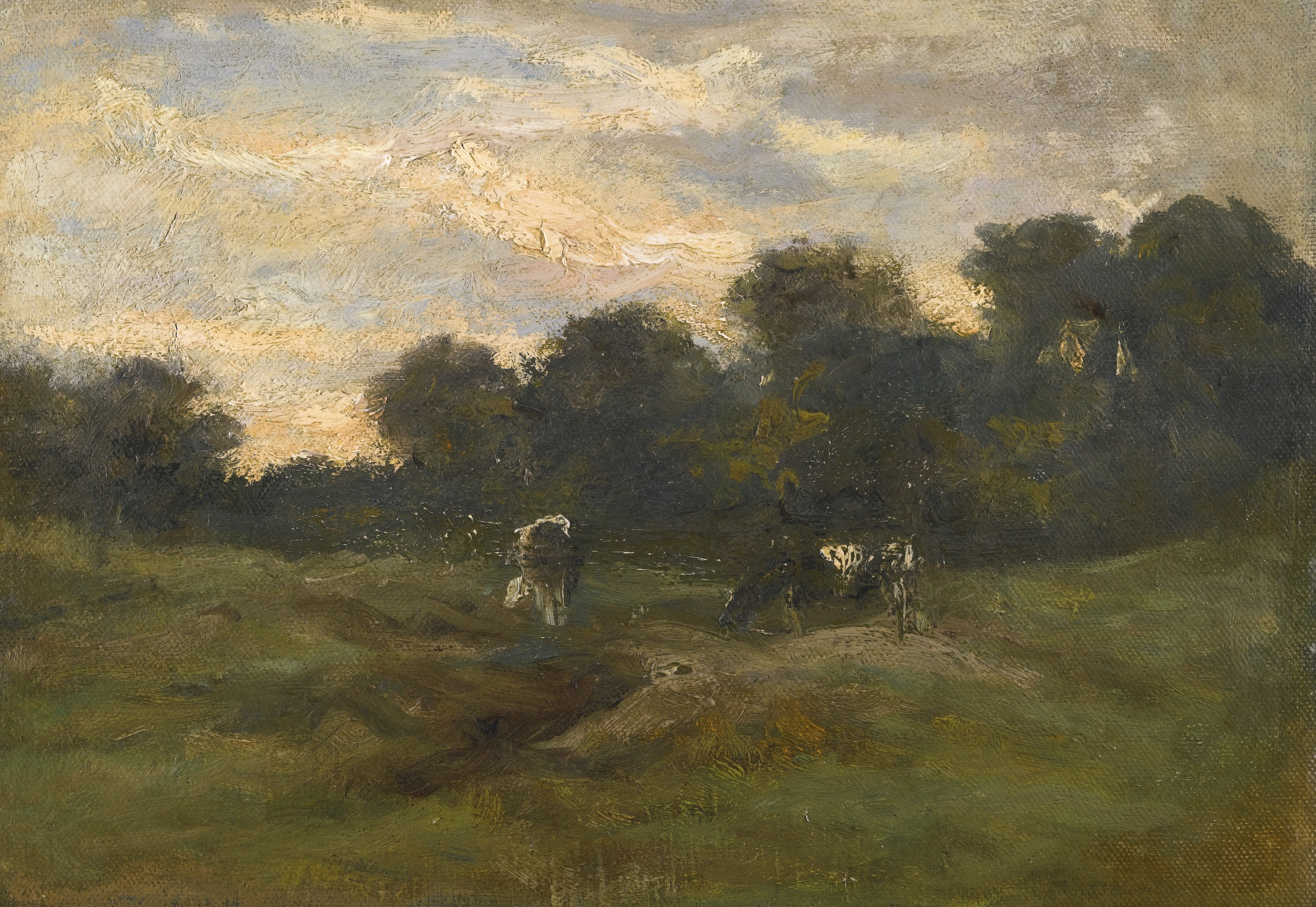
Prairie avec des vaches, 1883, collection particulière
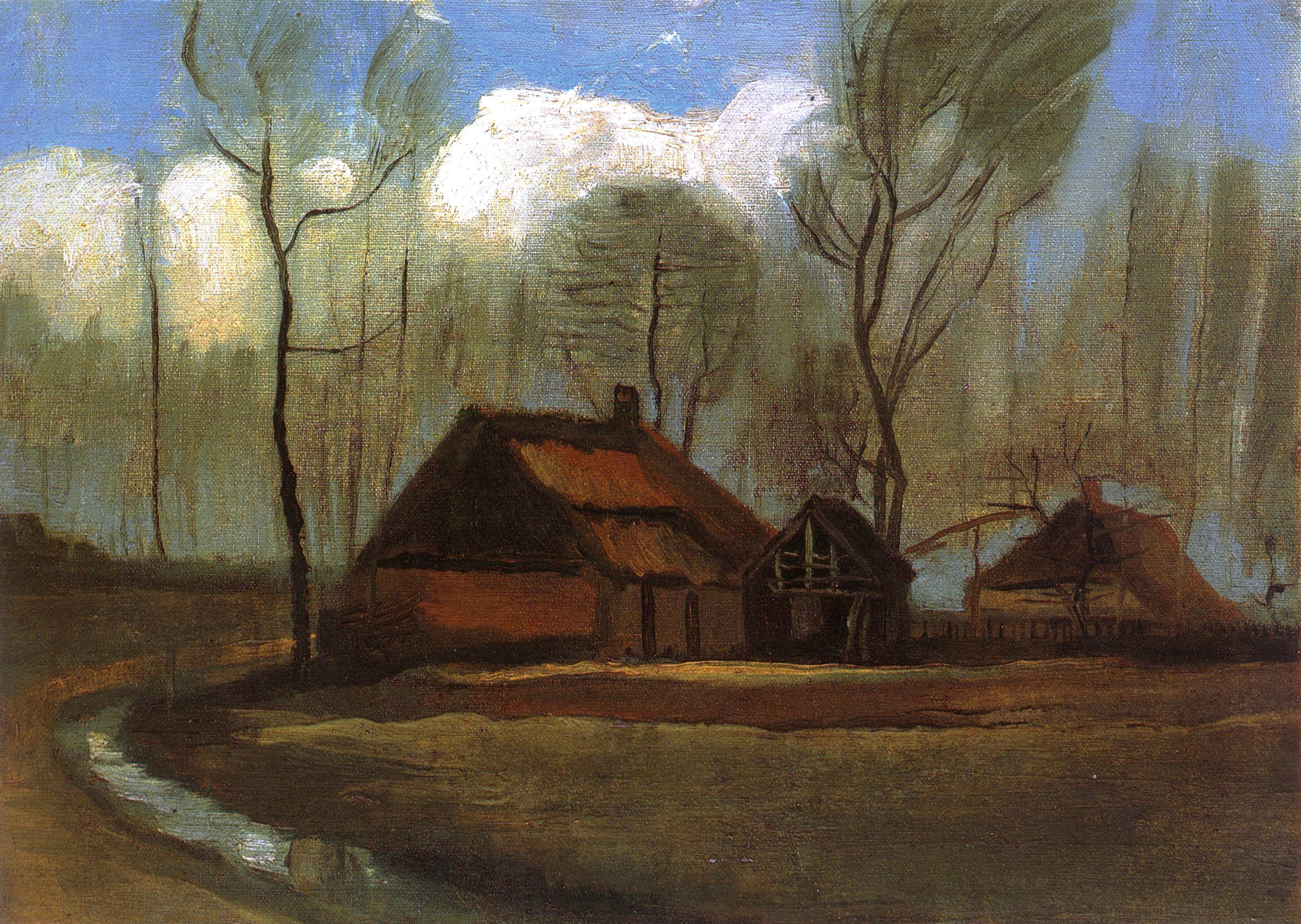
Ferme à Hoogeveen, 1883, Musée de la collection de Jean-Paul II
Champs de tulipes, 1883, National Gallery of Art